# Refinitiv

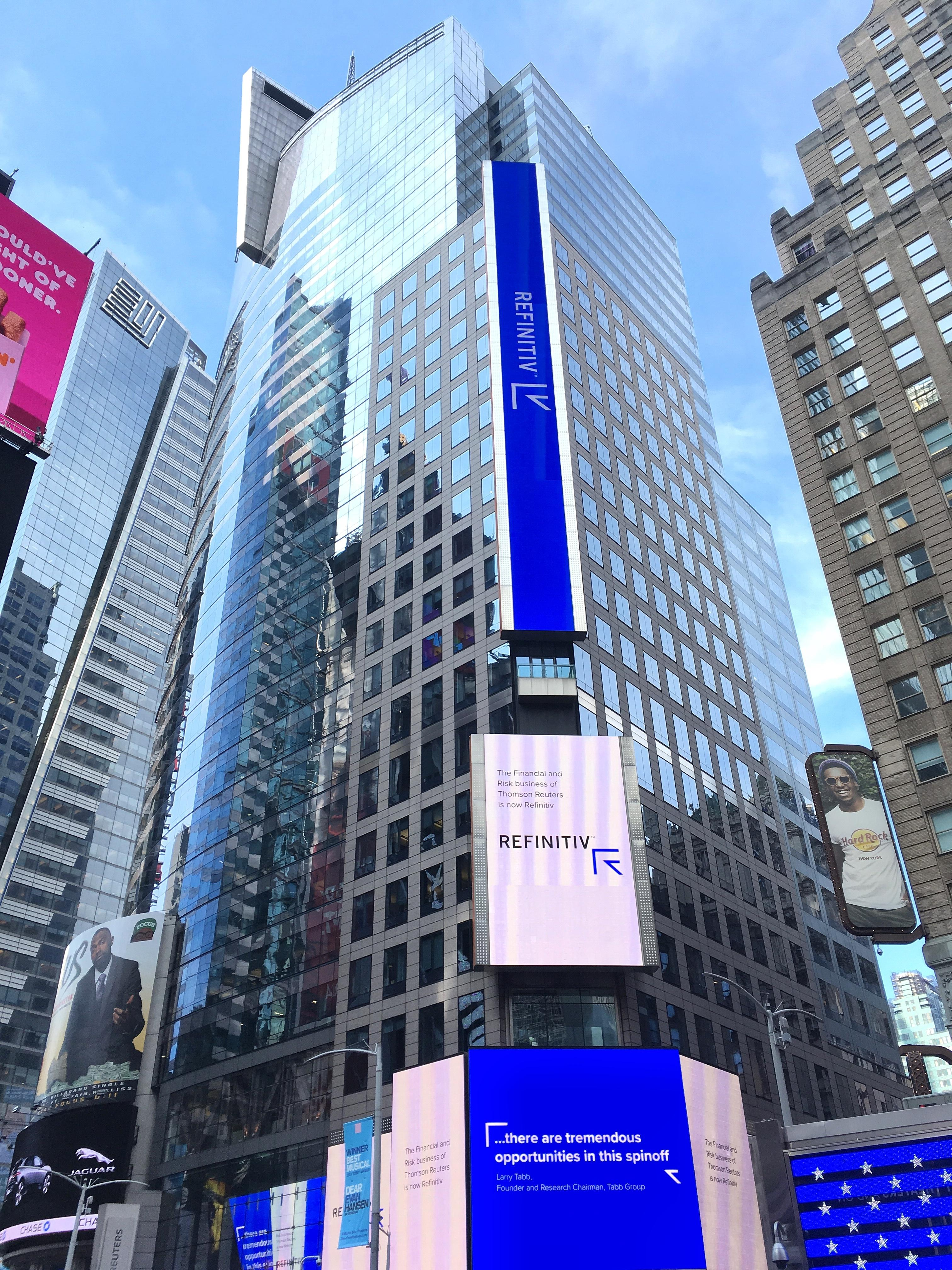
Sitz des Unternehmens in New York City

Refinitiv ist ein US-amerikanisches Dienstleistungsunternehmen, das Wirtschaftsdaten aufbereitet und an Banken, Investmentunternehmen und andere Organisationen verkauft. Refinitiv zählt nach eigenen Angaben über 40.000 Institutionen zu seinen Kunden.
Das Unternehmen entstand 2018 durch die Übernahme des Geschäftsbereichs „Financial & Risk“ der Thomson-Reuters-Gruppe durch die Investmentgesellschaft Blackstone. Blackstone übernahm im Zuge der Transaktion einen Mehrheitsanteil von 55 %, während Thomson Reuters weiterhin mit 45 % der Anteile investiert blieb. Für die Lieferung von Nachrichten der Nachrichtenagentur Reuters, die beim Thomson Reuters-Konzern verblieb, an das Gemeinschaftsunternehmen Refinitiv wurden jährliche Zahlungen von mindestens 325 Millionen US-Dollar von Refinitiv an Reuters für die nächsten 30 Jahre vereinbart. Im August 2019 veräußerte Blackstone seinen Anteil an die London Stock Exchange.